# Internazionali BNL d'Italia 2013
Internazionali BNL d'Italia 2013, známý také pod názvy Italian Open 2013 a Rome Masters 2013, byl společný tenisový turnaj mužského okruhu ATP World Tour a ženského okruhu WTA Tour, hraný v areálu Foro Italico na otevřených antukových dvorcích. Konal se mezi .13 až 19. květnem 2013 ve italské metropoli Římě jako 70. ročník turnaje.
Mužská polovina se po grandslamu řadila do druhé nejvyšší kategorie okruhu ATP World Tour Masters 1000 a její dotace činila 3 204 745 eur. Ženská část měla rozpočet 2 369 000 dolarů a byla součástí kategorie WTA Premier 5.

## Distribuce bodů a finančních odměn

### Distribuce bodů
| Soutěž         | Vítězové | F   | SF  | ČF  | 16 v kole | 32 v kole | 64 v kole | Q  | Q2 | Q1 |
| -------------- | -------- | --- | --- | --- | --------- | --------- | --------- | -- | -- | -- |
| dvouhra mužů   | 1000     | 600 | 360 | 180 | 90        | 45        | 10        | 25 | 16 | 0  |
| mužská čtyřhra | 1000     | 600 | 360 | 180 | 90        | 0         |           |    |    |    |
| ženská dvouhra | 900      | 620 | 395 | 225 | 125       | 70        | 5         | 30 | 20 | 1  |
| ženská čtyřhra | 900      | 620 | 395 | 225 | 125       | 5         |           |    |    |    |

### Finanční odměny
| fáze                | mužská dvouhra | mužská čtyřhra* | ženská dvouhra | ženská čtyřhra* |
| Vítězové            | €434 000       | €166 500        | €350 000       | €100 000        |
| Finalisté           | €203 000       | €69 000         | €175 000       | €50 000         |
| Semifinalisté       | €103 450       | €30 000         | €87 500        | €25 000         |
| Čtvrtfinalisté      | €53 000        | €13 750         | €40 000        | €12 500         |
| 16 v kole           | €27 500        | €6 400          | €20 000        | €6 250          |
| 32 v kole           | €14 500        | €3 300          | €10 275        | €3 170          |
| 64 v kole           | €7 650         | –               | €5 400         | –               |
| 2. kolo kvalifikace | €1 800         | –               | €2 900         | –               |
| 1. kolo kvalifikace | €900           | –               | €1 500         | –               |

* na pár

## Dvouhra mužů

### Nasazení
| Stát               | Hráč                  | ATP1) | Nasazení |
| ------------------ | --------------------- | ----- | -------- |
| Srbsko             | Novak Djoković        | 1.    | 1.       |
| Švýcarsko          | Roger Federer         | 2.    | 2.       |
| Spojené království | Andy Murray           | 3.    | 3.       |
| Španělsko          | David Ferrer          | 4.    | 4.       |
| Španělsko          | Rafael Nadal          | 5.    | 5.       |
| Česko              | Tomáš Berdych         | 6.    | 6.       |
| Argentina          | Juan Martín del Potro | 7.    | 7.       |
| Francie            | Jo-Wilfried Tsonga    | 8.    | 8.       |
| Francie            | Richard Gasquet       | 9.    | 9.       |
| Srbsko             | Janko Tipsarević      | 10.   | 10.      |
| Chorvatsko         | Marin Čilić           | 11.   | 11.      |
| Španělsko          | Nicolás Almagro       | 12.   | 12.      |
| Německo            | Tommy Haas            | 13.   | 13.      |
| Kanada             | Milos Raonic          | 14.   | 14.      |
| Švýcarsko          | Stanislas Wawrinka    | 15.   | 15.      |
| Japonsko           | Kei Nišikori          | 16.   | 16.      |

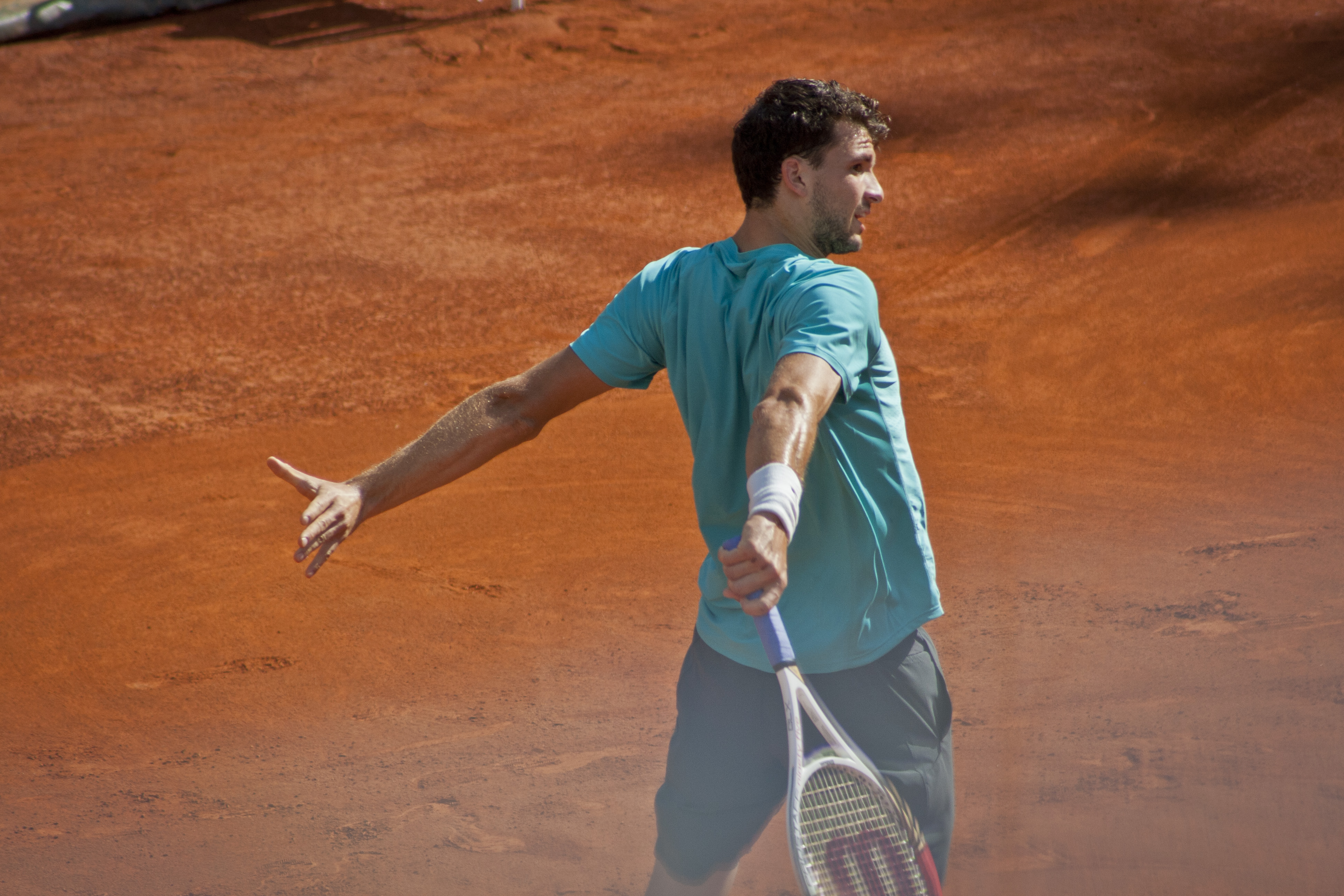
Bulharský hráč Grigor Dimitrov

- 1) Žebříček ATP ke 6. květnu 2013.

### Jiné formy účasti
Následující hráčí obdrželi divokou kartu do hlavní soutěže:
- Paolo Lorenzi
- Potito Starace
- Matteo Viola
- Filippo Volandri

Následující hráči postoupili z kvalifikace:
- Carlos Berlocq
- Santiago Giraldo
- Andrej Golubjev
- Ernests Gulbis
- Jan Hájek
- Andrej Kuzněcov
- Albert Montañés
  -  Lukáš Rosol – jako šťastný poražený

### Odhlášení
před zahájením turnaje
- Thomaz Bellucci
- Mardy Fish
- Florian Mayer
- Janko Tipsarević (bronchitida)
- Bernard Tomic (soukromé důvody)

v průběhu turnaje
- Philipp Kohlschreiber
- Stanislas Wawrinka (zranění stehna)

#### Skrečování
- Xavier Malisse (zranění pravého zápěstí)
- Andy Murray (zranění kyčle)

## Mužská čtyřhra

### Nasazení
| Stát          | Hráč              | Stát          | Hráč              | ATP1 | Nasazení |
| ------------- | ----------------- | ------------- | ----------------- | ---- | -------- |
| Spojené státy | Bob Bryan         | Spojené státy | Mike Bryan        | 2.   | 1.       |
| Španělsko     | Marcel Granollers | Španělsko     | Marc López        | 7.   | 2.       |
| Švédsko       | Robert Lindstedt  | Kanada        | Daniel Nestor     | 13.  | 3.       |
| Pákistán      | Ajsám Kúreší      | Nizozemsko    | Jean-Julien Rojer | 16.  | 4.       |
| Bělorusko     | Max Mirnyj        | Rumunsko      | Horia Tecău       | 18.  | 5.       |
| Indie         | Mahesh Bhupathi   | Indie         | Rohan Bopanna     | 21.  | 6.       |
| Rakousko      | Alexander Peya    | Brazílie      | Bruno Soares      | 32.  | 7.       |
| Rakousko      | Jürgen Melzer     | Indie         | Leander Paes      | 43.  | 8.       |

- 1 Žebříček ATP ke 6. květnu 2013; číslo je součtem žebříčkového postavení obou členů páru.

### Jiné formy účasti
Následující páry obdržely divokou kartu do hlavní soutěže:
- Flavio Cipolla /  Filippo Volandri
- Paolo Lorenzi /  Potito Starace

### Odhlášení
před zahájením turnaje
- Xavier Malisse (zranění pravého zápěstí)

## Ženská dvouhra

### Nasazení
| Stát          | Hráčka              | WTA1) | Nasazení |
| ------------- | ------------------- | ----- | -------- |
| Spojené státy | Serena Williamsová  | 1.    | 1.       |
| Rusko         | Maria Šarapovová    | 2.    | 2.       |
| Bělorusko     | Viktoria Azarenková | 3.    | 3.       |
| Polsko        | Agnieszka Radwańská | 4.    | 4.       |
| Čína          | Li Na               | 5.    | 5.       |
| Německo       | Angelique Kerberová | 6.    | 6.       |
| Itálie        | Sara Erraniová      | 7.    | 7.       |
| Česko         | Petra Kvitová       | 8.    | 8.       |
| Austrálie     | Samantha Stosurová  | 9.    | 9.       |
| Dánsko        | Caroline Wozniacká  | 10.   | 10.      |
| Rusko         | Naděžda Petrovová   | 11.   | 11.      |
| Rusko         | Maria Kirilenková   | 12.   | 12.      |
| Itálie        | Roberta Vinciová    | 13.   | 13.      |
| Slovensko     | Dominika Cibulková  | 15.   | 14.      |
| Srbsko        | Ana Ivanovićová     | 16.   | 15.      |
| Spojené státy | Sloane Stephensová  | 17.   | 16.      |

- 1) Žebříček WTA k 6. květnu 2013.

### Jiné formy účasti
Následující hráčky obdržely divokou kartu do hlavní soutěže:
- Nastassja Burnettová
- Karin Knappová
- Flavia Pennettaová

Následující hráčky postoupily z kvalifikace:
- Mallory Burdetteová
- Simona Halepová
- Andrea Hlaváčková
- Mathilde Johanssonová
- Anabel Medinaová Garriguesová
- Garbiñe Muguruzaová
- Melanie Oudinová
- Lesja Curenková
  -  Lourdes Domínguezová Linová – jako šťastná poražená

### Odhlášení
před zahájením turnaje
- Mona Barthelová
- Marion Bartoliová (zranění nohy)
- Angelique Kerberová (břišní zranění)
- Tamira Paszeková (respirační onemocnění)
- Jaroslava Švedovová (zranění pravé paže)
- Heather Watsonová (mononukleóza)

v průběhu turnaje
- Maria Šarapovová (onemocnění)

#### Skrečování
- Maria Kirilenková
- Jekatěrina Makarovová (zranění levé Achillovy šlachy)
- Ajumi Moritová

## Ženská čtyřhra

### Nasazení
| Stát          | Hráčka                  | Stát          | Hráčka                    | WTA1 | Nasazení |
| ------------- | ----------------------- | ------------- | ------------------------- | ---- | -------- |
| Itálie        | Sara Erraniová          | Itálie        | Roberta Vinciová          | 2.   | 1.       |
| Rusko         | Naděžda Petrovová       | Slovinsko     | Katarina Srebotniková     | 11.  | 2.       |
| Rusko         | Jekatěrina Makarovová   | Rusko         | Jelena Vesninová          | 13.  | 3.       |
| Spojené státy | Liezel Huberová         | Španělsko     | María J. Martínez Sánchez | 25.  | 4.       |
| Spojené státy | Raquel Kopsová-Jonesová | Spojené státy | Abigail Spearsová         | 29.  | 5.       |
| Spojené státy | Bethanie Mattek-Sands   | Indie         | Sania Mirzaová            | 35.  | 6.       |
| Německo       | Anna-Lena Grönefeldová  | Česko         | Květa Peschkeová          | 40.  | 7.       |
| Čína          | Čang Šuaj               | Čína          | Čeng Ťie                  | 48.  | 8.       |

- 1 Žebříček WTA k 29. dubnu 2013; číslo je součtem žebříčkového postavení obou členek páru.

### Jiné formy účasti
Následující páry obdržely divokou kartu do hlavní soutěže:
- Nastassja Burnettová /  Christina McHaleová
- Maria Elena Camerinová /  Karin Knappová
- Jelena Jankovićová /  Mirjana Lučićová Baroniová
- Flavia Pennettaová /  Světlana Kuzněcovová

Následující pár nastoupil do hlavní soutěže z pozice náhradníka:
- Catalina Castañová /  Mariana Duqueová Mariñová

### Odhlášení
před zahájením turnaj
- Jekatěrina Makarovová (zranění levé Achillovy šlachy)

## Přehled finále

### Mužská dvouhra
- Rafael Nadal vs.  Roger Federer, 6–1, 6–3.

### Ženská dvouhra
- Serena Williamsová vs.  Viktoria Azarenková, 6–1, 6–3

### Mužská čtyřhra
- Bob Bryan /  Mike Bryan vs.  Mahesh Bhupathi /  Rohan Bopanna, 6–2, 6–3

### Ženská čtyřhra
- Sie Šu-wej /  Pcheng Šuaj vs.  Sara Erraniová /  Roberta Vinciová, 4–6, 6–3, [10–8]